# Camelia Macoviciuc
Camelia Macoviciuc-Mihalcea (1 de marzo de 1968 en Hudeşti) es una remera rumana que consiguió alzarse con una medalla de oro en los Juegos Olímpicos de Atlanta 1996 en la especialidad de doble scull ligero junto a su compatriota Constanța Burcică.

## Biografía
Además de ganar los Juegos Olímpicos en 1996, también acudió a los celebrados en 2004, pero quedó relegada al quinto puesto. En 1999 también alcanzó el primer puesto en el Campeonato Mundial de Remo, tras haber conseguido dos bronces los dos años anteriores.